# Energiomställning
Termen omställning eller energiomställning används för att beskriva övergången från dagens fossilintensiva samhälle till en ekonomi som frigjort sig från beroendet av fossila bränslen och istället förlitar sig på hundra procent förnybar energi. 
Sedan 2009 finns även den globala omställningsrörelsen i Sverige, som arbetar med lokal omställning för att komma bort från fossilberoendet.
Idag kommer över 80 procent av världens koldioxidutsläpp från människans energianvändning - el, värme och transporter.  Därför talar många politiker, organisationer och andra samhällsdebattörer om behovet av en energirevolution för att få bukt med klimatförändringarna.
Enligt miljöorganisationen Greenpeace bygger Energirevolutionen på fem grundläggande principer:
1) Förbättring av människors välbefinnande utan fossila bränslen.
2) Rättvis tillgång till energi åt alla, inklusive de två miljarder människor som inte har tillgång till elektricitet i dagens fossilberoende energisystem.
3) Respekt för naturens gränser: att inte använda mer resurser än vad jorden klarar av att förse mänskligheten med och inte släppa ut mer än vad jorden och atmosfären kan ta tillbaka in i kretsloppet (speciellt koldioxidutsläpp).
4) Utfasning av energikällor som kol och kärnkraft.
5) Användande av beprövad och befintlig förnybar energi.

## Externa webbsidor
- https://web.archive.org/web/20110424022903/http://transitionsweden.ning.com/]
- http://www.greenpeace.org/sweden/se/vad-vi-jobbar-for/klimat/Energirevolutionen/
- http://www.wwf.se/press/pressrum/pressmeddelanden/1339211-wwf-satsa-p-100-procent-frnybart-till-2050